# Koltay András
Koltay András (Budapest, 1978. augusztus 15. –) egyetemi tanár, a Nemzeti Média- és Hírközlési Hatóság (NMHH) és a Médiatanács elnöke, jogász, a szólásszabadság, a médiajog és a személyiségi jogok kérdéseinek szakértője. A Iustum Aequum Salutare és az In Medias Res tudományos folyóiratok főszerkesztője.

## Életpályája
Jogi diplomáját 2002-ben szerezte a Pázmány Péter Katolikus Egyetemen, majd 2007-ben LL.M. fokozatot szerzett a University College Londonon, korábban a strasbourgi Emberi Jogok Nemzetközi Intézetében folytatott tanulmányokat.
PhD-fokozatát 2008-ban szerezte a Pázmány jogi karán, majd 2015-ben ugyanott habilitált. 2012-től egyetemi docens, majd 2017-18 között tanszékvezető a PPKE-JÁK Polgári Jogi Tanszékén. 2018-ban egyetemi tanárrá nevezték ki. 2010 és 2019 között a Médiatanács tagjaként dolgozott, 2018 és 2021 között pedig a Nemzeti Közszolgálati Egyetem rektora volt, ahol jelenleg kutatóprofesszor. 2022 óta a Mathias Corvinus Collegium Szólásszabadság Műhelyének vezetője.
2016-tól a Magyar Tudományos Akadémia köztestületi tagja, 2017 óta a Magyar Paralimpiai Bizottság Jogi- és Etikai Bizottságában tag.
2021. december 3-án Áder János köztársasági elnök kilenc évre kinevezte a Nemzeti Média- és Hírközlési Hatóság (NMHH) elnökévé. 2021. december 14-én az Országgyűlés a Médiatanács elnökévé választotta.
Legfőbb kutatási területei a szólásszabadság, a médiajog és a személyiségi jogok kérdéseihez kapcsolódnak.

## Főbb publikációi

#### Önálló kötetek magyar nyelven
- A szólásszabadság alapvonalai – magyar, angol, amerikai és európai összehasonlításban. Budapest, Századvég, 2009.[5]
- A vallások, az állam és a szólás szabadsága. Budapest, Századvég, 2016.[6]
- Az új média és a szólásszabadság. Budapest, Wolters Kluwer, 2019.[7]
- Tíz tanulmány a szólásszabadságról. Budapest, Wolters Kluwer, 2019.[8]

#### Önálló kötetek angol nyelven
- Freedom of speech. The Unreachable Mirage. Budapest, Complex, 2013.[9]
- The Troubled Relationship between Religions and the State. Freedom of Expression and Freedom of Religion. Oxford – New York – Luxembourg, Whitelocke, 2017.[10]
- New Media and Freedom of Expression. Rethinking the Constitutional Foundations of the Public Sphere. Oxford, Hart, 2019.[11]

Ezeken felül több mint 400 tudományos publikációt jegyez magyar, angol és francia nyelven.

## Az internetről szabadon elérhető publikációi

#### Önálló kötetek
- A szólásszabadság alapvonalai – magyar, angol, amerikai és európai összehasonlításban. Budapest, Századvég Kiadó, 2009.

#### Szerkesztett kötetek
- A médiaszabályozás két éve (2011–2012). Budapest, NMHH Médiatudományi Intézete, 2013., 278. [társszerkesztő: Nyakas Levente]
- Összehasonlító médiajogi tanulmányok. A „közös európai minimum” azonosítása felé. Budapest, NMHH Médiatudományi Intézete, 2014., 184.[társszerkesztő: Nyakas Levente]
- (L)ex catedra et praxis. Ünnepi tanulmányok Lábady Tamás 70. születésnapja tiszteletére. Budapest, Pázmány Press, 2014., 634. [társszerkesztők: Csehi Zoltán, Landi Balázs, Pogácsás Anett]
- Comparative Media Law Practice. Media Regulatory Authorities in the Visegrad Countries, Volumes I–II. Budapest, NMHH Médiatudományi Intézete, 2016., 305 + 287 [társszerkesztő: Andrej Školkay]
- Ad astra per aspera. Ünnepi kötet Solt Pál 80. születésnapja alkalmából. Budapest, Pázmány Press, 2017., 726. [társszerkesztő: Darák Péter]
- A személyiség és védelme. Az Alaptörvény VI. cikkelyének érvényesülése a magyar jogrendszeren belül. Budapest, ELTE ÁJK, 2017., 420. [társszerkesztők: Görög Márta, Menyhárd Attila]
- Bonus iudex. Ünnepi tanulmányok Varga Zoltán 70. születésnapja alkalmából. Budapest, Pázmány Press, 2018., 458., [társszerkesztő: Molnár Gábor Miklós]
- Jó kormányzás és büntetőjog. Ünnepi tanulmányok Kis Norbert egyetemi tanár 50. születésnapjára. Budapest, Ludovika Egyetemi Kiadó, 2022., 610., [társszerkesztő: Gellér Balázs]